# Lifford Bridge
Il Lifford Bridge (in gaelico irlandese Leifear Droichead) è un ponte sul fiume Foyle, inaugurato nel 1964, che collega Lifford nella contea di Donegal (Irlanda) con Strabane nella contea di Tyrone (Irlanda del Nord, Regno Unito).
Il ponte è lungo 115 m ed è attraversato da 16.000 veicoli al giorno, dato che collega la strada statale irlandese N15 con la britannica A38.
Durante i Troubles del 1968 c'è stato un tentativo di far saltare il ponte, ma il ponte è stato chiuso solo temporaneamente.
Nel 2005 la ristrutturazione del ponte è costata 400.000 sterline.